# Николај I Павлович
Николај I Павлович (рус. Николай I Павлович; Гатчина, 6. јул 1796. — Санкт Петербург, 2. март 1855.) био је руски император од 1825. до 1855. године. Био је истовремено краљ Пољске од 1825. до 1831. и велики кнез Финске од 1825. до 1855. године.

## Младост
Николај је рођен у Гатчињском дворцу у Гатчини. Био је син великог кнеза, а касније и цара Павла и војвоткиње Марије Фјодоровне. Пет месеци након рођења Николаја, умрла је његова баба Катарина Велика и његови родитељи постају цар и царица. Николај је био млађи брат Александра I Павловича Романова, који је наследио оца на престолу 1801. године. Имао је и брата Константина Павловича. Риасановски пише да је Николај био "најзгоднији мушкарац у Европи", али и шармер који је уживао у женском друштву. Године 1817. оженио се Шарлотом од Пруске (1798—1860) која је примила православље и ново име Александра Фјодоровна. Александар је 1825. године изненадно умро од тифуса. Почетак Николајеве владавине обележен је тзв. побуном декабриста.

## Побуна декабриста
Александар је, наиме, остао без мушког наследника, па је круна требало да пређе на његовог брата Константина (пољског краља) који је тада био у Варшави. Константин се, међутим, пре пет година одрекао права на престо у корист трећег брата, Николаја. Александар је документ о одрицању чувао у тајности; за њега су знали само Аракчејев, Голицин и патријарх Филарет. Николај је знао за документ, али није смео да се прогласи царем, већ је круну понудио свој старијем брату. Константин ју је поново одбио. Док су ове поруке путовале саоницама по пространствима Руског царства, Северно друштво настојало је да искористи конфузију да изврши преврат.
До устанка декабриста дошло је 26. децембра 1825. године. Завереници, на челу са пуковником Трубецким, позвали су царску гарду да одбије да положи заклетву новом цару. Затражили су уставно уређење. Одазвало им се 800 војника Московског пука, а до краја дана још 2000 војника других пукова. Збуњени цар Николај послао је команданта Петрограда, генерала Милорадовича, да умири масе. Млади официр Каховски пуцао је на њега и смртно га ранио. За то време, Трубецки, који је посумњао у успех, склонио се у кућу аустријског амбасадора. Побуњеници су остали без вође. Цар је скупио храброст и у сумрак је наредио артиљеријским јединицама да отворе ватру на побуњенике. После другог плотуна настао је метеж. Неколико стотина устаника је убијено. Тиме устанак декабриста није био угушен јер је у Украјини још увек деловало јужно друштво под Пестељем. Након његовог хапшења у Украјину је стигла вест о догађајима у Петрограду. Трупе украјинских побуњеника поражене су код села Коваљевка. Устанак је тиме угушен, а цареве репресалије биле су сурове; петорица најистакнутијих вођа покрета било је обешено. Никола је због побуне декабриста стекао трајну фобију од револуција. Цела његова тридесетогодишња владавине биће посвећена борби против револуција која ће кочити развој и друштвени преображај Русије.

## Унутрашња политика
Русија је у периоду владавине Николаја претежно аграрна земља. Индустријализација тече успорено, али тековине индустријске револуције ипак продиру у Русију 1830-их година. У овом периоду напредује руска трговина; унутрашња и спољашња. Главни предмет размене су аграрни производи (житарице и сточарски производи). Број становника убрзано расте. Половином века он је достигао 68 милиона. Најбрже расте сеоско становништво што доводи до аграрне пренасељености чак и у огромној Русији. Буржоазија је, насупрот племству, у успону. Битну улогу у друштву игра и интелигенција. Међутим, далеко најмногољуднији део становништва је сељаштво. Цар је покушавао да ублажи њихово незадовољство, али да истовремено и не окрњи интересе већ угроженог племства. Зато реформе од 1825. до 1855. године нису довеле до неких резултата. Нешто блажи Николај је био у земљама где је племство било претежно пољске националности (Украјина, Литванија, Белорусија). Између 1801. и 1861. године руска статистика забележила је преко 2000 мањих и већих сељачких побуна. Око 1150 их је било само у последњих десет година овог периода. Мање покрете гушила је полиција или саме спахије, док је веће феудалне побуне гушила војска. Године 1834. долази до првог штрајка радника; они се понављају 1842. и 1849. године. Под утицајем Јулске револуције у Француској, у Пољској је 1830. године дошло до избијања устанка након чијег гушења је цар укинуо пољски устав и распустио Сејм.
Николајева владавина представља врхунац апсолутизма у Русији. Управна власт била је строго централизована. Најважнију улогу имала је Царска канцеларија која је подељена на 4, касније на 6 одељења. Најважније је било одељење за законодавне и за управне послове, познатије као „Треће одељење Царске канцеларије“, које се бавило свим важнијим унутрашњим питањима државе. У надлежности Трећег одељења била је војска, полиција, цензура, жандармерија. Контролисао га је сам цар. Цензура је била немилосрдна и примитивна; сам цар је понекад цензурисао дела (нпр. Пушкинова дела).
Две су реформне мере довеле до корисних резултата током владавине Николаја. Прва је финансијска реформа министра финансија Канкрина. Ригорозном штедњом он је смањио државне расходе, а 1839. године увео је монетарни систем и промет. У целој земљи установљен је јединствени курс сребрне рубље као основне новчане јединице. Друга реформа односи се на законодавство, односно доношење „Потпуног зборника руских закона у 51 књизи“. У њој се нашло 36.000 различитих законских текстова.
Руска револуционарно-демократска мисао развија се 1840-их година. Револуционари врше снажан утицај на омладину. Бројни су млади интелектуалци (нпр. Фјодор Достојевски) који воде жучне расправе о приликама у Русији и њеној будућој судбини. Они се окупљају у стану Петрашњвског (отуда назив „петрашевци“), али су откривени 1849. године. Многи су послати у прогонство у Сибир. Сличну судбину имало је и друштво „Ћирила и Методија“ основано у Кијеву од стране украјинског писца Тараса Шевченка. Русија је на прагу друге половине 19. века и даље пропадала у феудалном систему.

## Спољна политика
На међународној сцени европске политике у периоду од 1815. до 1848. године доминирају три проблема: борба против револуција, спољне интервенције у унутрашње послове других земаља и источно питање.

### Руско-турски рат
Руско-турски рат, вођен од 1828. до 1829. године изазван је кризом у Грчкој. Заштита политичких права султана није могла бити трајна политика руског цара због тежње ка мореузима и топлим морима. Александар је 1821. године ултимативно тражио од султана да прекине са покољем хришћанског становништва. Тражи интервенцију великих сила. Преговори су вођени неколико година. Руска влада предала је султану 1826. године нов ултиматум; да у Влашкој и Молдавији врати стање од пре 1821. године и обезбеди поштовање 8. тачке Букурешког мира (услед чега је са Милошем Обреновићем султан склопио Акерманску конвенцију). За Грчку је тражена широка аутономија. Русима се придружују и Британци. Махмуд мора да попушта. Неприлике у самој земљи (борба са јаничарима) приморале су га на то. Турска војска није била довољно јака због распуштања јаничарског реда. Међутим, султан није хтео да преговара о грчком, већ само о српском питању. Велике силе склапају Лондонски уговор о заједничком притиску на Порту. Када је султан одбио да изврши наредбе заједничка англо-руско-француска флота напала је египатску. У бици код Наварина 1827. године муслиманска флота је уништена. Турци и даље не прихватају предају. У Грчкој је за председника 1827. године изабран руски штићеник, генерал Каподистрија. Французи су истерали Ибрахим-пашу са Пелопонеза, а Руси објављују султану рат. Руси продиру до Једрена. Султан сада тражи мир. Он је потписан у Једрену септембра 1829. године. Влашка и Молдавија сачувале су аутономију, Русија се проширила на мање области, Милошу Обреновићу је издат хатишериф о аутономији.
У првим годинама Николајеве владавине вођен је Четврти руско-персијски рат. Николај односи победу. Јеревански клаганат и Нахичевански каганат припали су Русији. Шах је био обавезан да плати Русији ратну одштету, у висини од 20.000.000 рубаља у сребру и тонама злата царске ризнице, морао је дозволити слободно пресељавање тј. кретање својих јерменских поданика, на новоосвојену руску триторију без икаквих препрека. Можда је још важније било то што је, шах пристао, да Русија једина добије искључиво право држања морнарице у Касписком мору, као и то да руски трговци могу трговати било где, где они желе у Персијском царству без икаквих проблема. Уз ово шах се обавезао да амнестира сво становништво, дотада иранског Азербејџана које је помагало Русима у рату. Укратко речено, овим мировним уговором коначно и трајно је уздрман до тада доминантни британски положај у Персији, што је означило нову фазу у Великој игри између царстава. Чиме је дугорочно било обезбеђено припадање целог Кавказа Руском царству.

### Источно питање
Турски султан Махмуд се потом морао суочити са неприликама на истоку. Египатски намесник Мехмед Алија, који је након протеривања Француза средио прилике, реорганизовао управу и војску по европским узорима и унапредио привреду земље, затражио да се његовом поседу припоји Сирија, односно Пашалук Дамаск. Наиме, султан је обећао Мехмеду и његовом сину Ибрахиму Кандију (Крит) и Мореју (Пелопонез) за помоћ у рату против грчких устаника. Ове територије ушле су у састав нове грчке државе, те је египатски намесник тражио обештећење. Мехмед је заузео Сирију војском, али се ту није зауставио већ је кренуо ка Киликији. Из Киликије је преко Мале Азије продирао равно ка Цариграду. То је изазвало интервенцију Руса који су заштитили Цариград. Руска интервенција довела је до мешања европских сила уз чије посредовање је склопљен мир у Кјутаји 1833. године којим је Мехмеду Алији припала Сирија. Тиме је завршена прва египатска криза. Русија није хтела проћи без добитака већ је Порти наметнула тајни уговор у Ункјар-Искелесију. Русија се обавезала да ће и убудуће султану слати помоћ уколико му је потребна, а султан да ће у случају рата Русије са великим силама затворити Дарданеле и Босфор за стране бродове. Уговор је закључен на 8 година и представља врхунац руског утицаја у Турској. До друге египатске кризе дошло је почетком 1839. године када је султан покушао да поврати Сирију, на наговор Британаца. Ибрахим-паша је, међутим, тешко поразио султанову војску код Нисиба на Еуфрату, а флота је прешла на страну Мехмед Алије. Султан је баш тада умро, а наследио га је малолетни Абдул Меџид (1839—1861). Поново се мешају велике силе које су сазвале Лондонску конференцију. Француска је била на страни Мехмед Алије, док су остале силе биле на страни младог султана. Мехмеду је наметнуто да се задовољи Египтом и Сиријом (на доживотно уживање), али да мора вратити све остале поседнуте територије и убудуће редовно плаћати данак. Уследио је Дарданелски уговор којим је потврђено старо турско правило да Босфор и Дарданели остају затворени за све стране бродове у стању мира. Тиме је ликвидиран Ункјар-Искелески споразум. Новембра 1839. године султан је донео Хатишериф од Гилхане којим је свим поданицима Царства гарантовао личну, правну и имовинску безбедност и прихватио је правило Хабеас Корпус Акта (прогласио незаконитим хапшење без одлуке суда). Ове реформе нису довеле ни до каквих резултата у Османском царству.
Руси, Аустријанци, Пруси и Енглези склапају 1840. године Четворни споразум о одбрани османског интегритета. Споразум је уперен против Француске. Резултат је скапање Лондонског споразума, познатог и као Дарданелски уговор о мореузима. Он представља озбиљан пораз Руса. Након склапања споразума долази до француско-аустријског зближавања. Метерних има француску подршку у ликвидацији Краковске републике 1846. године. Интервенцију против швајцарских устаника спречиће избијање револуција 1848. године.

### Устанак у Пољској
На Бечком конгресу је извршена нова подела Пољске чији је највећи део, заједно са Варшавом, припао Русији, а мањи делови Аустрији и Пруској. На руским деловима формирана је краљевина на челу са Константином, млађим братом цара Александра I и старијим братом цара Николаја. Пољска је добила релативно либералан устав и широку унутрашњу аутономију. Имала је свој парламент (Сејм) са два дома: представничком скупштином и Сенатом. Руска влада убрзо почиње да крши права Пољака гарантована уставом. Најпре се престао одржавати Сејм (1820—1825), а када се коначно састао, цар је затражио да се опозиционари избаце из њега. У Пољској расте либерална и тајна револуционарна опозиција. Револуционарну опозицију предводе Кошћушко и Домбровски који се сматрају наследницима јакобинаца. Они траже нове реформе, пре свега аграрне. Јулски догађаји у Француској подстакли су избијање устанка у Варшави 29. новембра 1830. године. Устаници су брзо овладали градом и формирали привремену владу на челу са грофом Адамом Чарторијским. На чело владе дошли су племићи који су одбијали поделу земље те је дошло до разлаза са сељацима. Цео терет је пао на пољску војску која је бројчано била много слабија од руске. Руски генерал Паскјевич предводи офанзиву царске војске која је септембра ушла у Варшаву. На хиљаде емиграната бежи на запад, пре свега у САД. Један од познатијих емиграната био је и Фредерих Шопен. Репресалије су биле сурове. Укинут је устав, аутономија је готово потпуно укинута.

### Учешће у гушењу Мађарског устанка
Мађари су крајем августа 1848. године коначно раскинули са Бечом. Јелачић је септембра започео напад на Мађарску. Мађарску војску предводио је адвокат Лајош Кошут који је октобра 1848. године именован председником комитета за одбрану Мађарске. Мађари постижу успехе. Али, чим је успоставио ред у Бечу, Виндишгрец је кренуо на Мађарску. Јануара 1849. године заузео је Пешту и потукао Мађаре код Каполне. Мађарску војску предводило је малобројно племство. Априла 1849. године проглашена је независност Мађарске у Дебрецину. Побуњеничка војска ослобађа Пешту. Аустријској војсци су у помоћ пристигли Руси. Пред Русима, мађарски побуњеници су капитулирали код Вилагоша 13. августа. Поново је успостављено јединствено Аустријско царство. Кошут и остале побуњеничке вође беже у Османско царство. После гушења устанка Мађара и Пољака прозван је жандаром  Европе.

### Кримски рат
Две су силе, након гушења револуција из 1848. године, испољиле изузетан интерес за источно питање; Аустрија и Русија. У Аустрији је завладао страх од могућих покрета на Балкану те је целокупна аустријска источна политика након 1849. године усмерена на одбрану статуса кво на Балкану и против било каквог напада на интегритет Османског царства. Између 1870. и 1875. године у Аустрији ће бити изграђен читав мит о револуционарној опасности која јој прети са истока. Интереси источне политике Руске империје били су сасвим супротни. Она је сматрала да је након револуција Европа исцрпљена и неспремна да брани Турску. Једино је Британија могла пружити неки отпор, али се Русија уздала у чињеницу да Британија у континенталне ратове никада не срља сама. Ипак, покушала је да за своје планове издејствује сагласност Енглеза. Циљ јој је био да издејствује верско-политички протекторат над свим хришћанима у Турској, какав је миром у Кучук-кајнарџију добила над Влашком и Молдавијом. То је Николај поменуо приликом своје посете Лондону 1844. године, и поново после револуција 1848. године, али га Британци нису прихватили. Русија је сматрала да Британија није спремна да због Турске енергично реагује војском, те се одлучила за рат. Кримски рат највећи је рат у периоду између Наполеонових ратова и Првог светског рата. 
Повод је нађен у питању права над светим местима у Палестини. Наполеон III Бонапарта је након крунисања за цара 1852. године навалио на Порту да призна Французима право заштите над овим местима, желећи неки брзи спољнополитички успех. Слаба Турска морала је прихватити. Сада су Руси од султана тражили право заштите над свим хришћанима у Османском царству. Охрабрен ставом осталих великих сила, султан је одбио захтев. Русија је на то, 1853. године, послала трупе да окупирају Влашку и Молдавију. Порта је Русији објавила рат и започела операције на Дунаву и Кавказу. Руси, наравно, односе победе. Слом Турске био је на видику исте године кад је рат започео. Њена флота у Црном мору је уништена. Султану су у помоћ прискочиле велике силе; најпре Француска и Британија, које Русији објављују рат 1854. године. Рат се претворио у европски. Енглези су у њему били решени да се „боре до последњег Француза“. Русија је приморана да повуче трупе из Влашке и Молдавије. Тамо су привремено ушли Аустријанци. Наполеон им је нудио да објаве Русији рат, а да за узврат након победе добију Дунавске кнежевине, али Беч то није смео прихватити. Године 1855. савезницама се придружила и Сардинија. Камило Кавур је желео да се искористи међународним конфликтом како би подигао углед своје државице.
Најважније операције вођене су на Криму по чему је рат и добио назив. Француско-енглеско-турске трупе су се искрцале на полуострво након што су претходно успеле да разбију Русе код Алме. Најјаче војно упориште Руса овде је био Севастопољ кога су они претворили у готово неосвојиву тврђаву. Бранили су га адмирали Корнилов и Нахимов. Опсада Севастопоља трајала је месецима, а савезнице му ипак нису могле прићи. Ипак, инфериорност руске у односу на западне армије у овом рату дошла је до изражаја. Севастопољ се предао након 349 дана опсаде, септембра 1855. године. Кримски рат завршен је након Николајеве смрти.

## Смрт
Николај је умро 2. марта 1855. године у Зимском дворцу у Петрограду. Прехладио се, али је одбио медицински третман. Умро је од упале плућа. Сахрањен је у катедрали Петра и Павла у Петрограду. Спекулисало се и да је извршио самоубиство.

## Породично стабло
|  |                                                           |  |  |  |  |  |  |  |  |  |  |  |  |  |  |  |
|  | 16. Фридрих IV, војвода од Холштајн-Готорпа               |  |  |  |  |  |  |  |  |  |  |  |  |  |  |  |
|  |                                                           |  |  |  |  |  |  |  |  |  |  |  |  |  |  |  |
|  |                                                           |  |  |  |  |  |  |  |  |  |  |  |  |  |  |  |
|  | 8. Карл Фридрих, војвода од Холштајн-Готорпа              |  |  |  |  |  |  |  |  |  |  |  |  |  |  |  |
|  |                                                           |  |  |  |  |  |  |  |  |  |  |  |  |  |  |  |
|  |                                                           |  |  |  |  |  |  |  |  |  |  |  |  |  |  |  |
|  | 17. Хедвиг Софија од Шведске                              |  |  |  |  |  |  |  |  |  |  |  |  |  |  |  |
|  |                                                           |  |  |  |  |  |  |  |  |  |  |  |  |  |  |  |
|  |                                                           |  |  |  |  |  |  |  |  |  |  |  |  |  |  |  |
|  | 4. Петар III Фјодорович                                   |  |  |  |  |  |  |  |  |  |  |  |  |  |  |  |
|  |                                                           |  |  |  |  |  |  |  |  |  |  |  |  |  |  |  |
|  |                                                           |  |  |  |  |  |  |  |  |  |  |  |  |  |  |  |
|  | 18. Петар Велики                                          |  |  |  |  |  |  |  |  |  |  |  |  |  |  |  |
|  |                                                           |  |  |  |  |  |  |  |  |  |  |  |  |  |  |  |
|  |                                                           |  |  |  |  |  |  |  |  |  |  |  |  |  |  |  |
|  | 9. Ана Петровна                                           |  |  |  |  |  |  |  |  |  |  |  |  |  |  |  |
|  |                                                           |  |  |  |  |  |  |  |  |  |  |  |  |  |  |  |
|  |                                                           |  |  |  |  |  |  |  |  |  |  |  |  |  |  |  |
|  | 19. Катарина I Алексејевна                                |  |  |  |  |  |  |  |  |  |  |  |  |  |  |  |
|  |                                                           |  |  |  |  |  |  |  |  |  |  |  |  |  |  |  |
|  |                                                           |  |  |  |  |  |  |  |  |  |  |  |  |  |  |  |
|  | 2. Павле I Петрович                                       |  |  |  |  |  |  |  |  |  |  |  |  |  |  |  |
|  |                                                           |  |  |  |  |  |  |  |  |  |  |  |  |  |  |  |
|  |                                                           |  |  |  |  |  |  |  |  |  |  |  |  |  |  |  |
|  | 20. John Louis I, Prince of Anhalt-Dornburg               |  |  |  |  |  |  |  |  |  |  |  |  |  |  |  |
|  |                                                           |  |  |  |  |  |  |  |  |  |  |  |  |  |  |  |
|  |                                                           |  |  |  |  |  |  |  |  |  |  |  |  |  |  |  |
|  | 10. Кристијан Август, кнез од Анхал-Зербста               |  |  |  |  |  |  |  |  |  |  |  |  |  |  |  |
|  |                                                           |  |  |  |  |  |  |  |  |  |  |  |  |  |  |  |
|  |                                                           |  |  |  |  |  |  |  |  |  |  |  |  |  |  |  |
|  | 21. Christine Eleonore von Zeutch                         |  |  |  |  |  |  |  |  |  |  |  |  |  |  |  |
|  |                                                           |  |  |  |  |  |  |  |  |  |  |  |  |  |  |  |
|  |                                                           |  |  |  |  |  |  |  |  |  |  |  |  |  |  |  |
|  | 5. Катарина Велика                                        |  |  |  |  |  |  |  |  |  |  |  |  |  |  |  |
|  |                                                           |  |  |  |  |  |  |  |  |  |  |  |  |  |  |  |
|  |                                                           |  |  |  |  |  |  |  |  |  |  |  |  |  |  |  |
|  | 22. Christian August of Holstein-Gottorp, Prince of Eutin |  |  |  |  |  |  |  |  |  |  |  |  |  |  |  |
|  |                                                           |  |  |  |  |  |  |  |  |  |  |  |  |  |  |  |
|  |                                                           |  |  |  |  |  |  |  |  |  |  |  |  |  |  |  |
|  | 11. Јохана Елизабета од Холштајн-Готорпа                  |  |  |  |  |  |  |  |  |  |  |  |  |  |  |  |
|  |                                                           |  |  |  |  |  |  |  |  |  |  |  |  |  |  |  |
|  |                                                           |  |  |  |  |  |  |  |  |  |  |  |  |  |  |  |
|  | 23. Албертина Фредерика од Бадена-Дурлаха                 |  |  |  |  |  |  |  |  |  |  |  |  |  |  |  |
|  |                                                           |  |  |  |  |  |  |  |  |  |  |  |  |  |  |  |
|  |                                                           |  |  |  |  |  |  |  |  |  |  |  |  |  |  |  |
|  | 1. Николај I Павлович                                     |  |  |  |  |  |  |  |  |  |  |  |  |  |  |  |
|  |                                                           |  |  |  |  |  |  |  |  |  |  |  |  |  |  |  |
|  |                                                           |  |  |  |  |  |  |  |  |  |  |  |  |  |  |  |
|  | 24. Фридрих Карл, војвода од Виртемберг-Винентала         |  |  |  |  |  |  |  |  |  |  |  |  |  |  |  |
|  |                                                           |  |  |  |  |  |  |  |  |  |  |  |  |  |  |  |
|  |                                                           |  |  |  |  |  |  |  |  |  |  |  |  |  |  |  |
|  | 12. Карл Александар, војвода од Виртемберга               |  |  |  |  |  |  |  |  |  |  |  |  |  |  |  |
|  |                                                           |  |  |  |  |  |  |  |  |  |  |  |  |  |  |  |
|  |                                                           |  |  |  |  |  |  |  |  |  |  |  |  |  |  |  |
|  | 25. Елеонора Јулијана од Бранденбург-Ансбаха              |  |  |  |  |  |  |  |  |  |  |  |  |  |  |  |
|  |                                                           |  |  |  |  |  |  |  |  |  |  |  |  |  |  |  |
|  |                                                           |  |  |  |  |  |  |  |  |  |  |  |  |  |  |  |
|  | 6. Фридрих II Еуген                                       |  |  |  |  |  |  |  |  |  |  |  |  |  |  |  |
|  |                                                           |  |  |  |  |  |  |  |  |  |  |  |  |  |  |  |
|  |                                                           |  |  |  |  |  |  |  |  |  |  |  |  |  |  |  |
|  | 26. Anselm Franz, 2nd Prince of Thurn and Taxis           |  |  |  |  |  |  |  |  |  |  |  |  |  |  |  |
|  |                                                           |  |  |  |  |  |  |  |  |  |  |  |  |  |  |  |
|  |                                                           |  |  |  |  |  |  |  |  |  |  |  |  |  |  |  |
|  | 13. Марија Аугуста од Турна и Таксиса                     |  |  |  |  |  |  |  |  |  |  |  |  |  |  |  |
|  |                                                           |  |  |  |  |  |  |  |  |  |  |  |  |  |  |  |
|  |                                                           |  |  |  |  |  |  |  |  |  |  |  |  |  |  |  |
|  | 27. Princess Maria Ludovika of Lobkowicz                  |  |  |  |  |  |  |  |  |  |  |  |  |  |  |  |
|  |                                                           |  |  |  |  |  |  |  |  |  |  |  |  |  |  |  |
|  |                                                           |  |  |  |  |  |  |  |  |  |  |  |  |  |  |  |
|  | 3. Марија Фјодоровна                                      |  |  |  |  |  |  |  |  |  |  |  |  |  |  |  |
|  |                                                           |  |  |  |  |  |  |  |  |  |  |  |  |  |  |  |
|  |                                                           |  |  |  |  |  |  |  |  |  |  |  |  |  |  |  |
|  | 28. Philip William, Margrave of Brandenburg-Schwedt       |  |  |  |  |  |  |  |  |  |  |  |  |  |  |  |
|  |                                                           |  |  |  |  |  |  |  |  |  |  |  |  |  |  |  |
|  |                                                           |  |  |  |  |  |  |  |  |  |  |  |  |  |  |  |
|  | 14. Адолф Фредерик од Шведске                             |  |  |  |  |  |  |  |  |  |  |  |  |  |  |  |
|  |                                                           |  |  |  |  |  |  |  |  |  |  |  |  |  |  |  |
|  |                                                           |  |  |  |  |  |  |  |  |  |  |  |  |  |  |  |
|  | 29. Johanna Charlotte of Anhalt-Dessau                    |  |  |  |  |  |  |  |  |  |  |  |  |  |  |  |
|  |                                                           |  |  |  |  |  |  |  |  |  |  |  |  |  |  |  |
|  |                                                           |  |  |  |  |  |  |  |  |  |  |  |  |  |  |  |
|  | 7. Софија Доротеја од Брандебурга-Шведске                 |  |  |  |  |  |  |  |  |  |  |  |  |  |  |  |
|  |                                                           |  |  |  |  |  |  |  |  |  |  |  |  |  |  |  |
|  |                                                           |  |  |  |  |  |  |  |  |  |  |  |  |  |  |  |
|  | 30. Фридрих Вилхелм I                                     |  |  |  |  |  |  |  |  |  |  |  |  |  |  |  |
|  |                                                           |  |  |  |  |  |  |  |  |  |  |  |  |  |  |  |
|  |                                                           |  |  |  |  |  |  |  |  |  |  |  |  |  |  |  |
|  | 15. Луиза Улрика од Пруске                                |  |  |  |  |  |  |  |  |  |  |  |  |  |  |  |
|  |                                                           |  |  |  |  |  |  |  |  |  |  |  |  |  |  |  |
|  |                                                           |  |  |  |  |  |  |  |  |  |  |  |  |  |  |  |
|  | 31. Софија Доротеја Хановерска                            |  |  |  |  |  |  |  |  |  |  |  |  |  |  |  |
|  |                                                           |  |  |  |  |  |  |  |  |  |  |  |  |  |  |  |
|  |                                                           |  |  |  |  |  |  |  |  |  |  |  |  |  |  |  |

## Породица

### Супружник
| име                   | слика | датум рођења  | датум смрти       |
| --------------------- | ----- | ------------- | ----------------- |
| Александра Фјодоровна |       | 13. јул 1798. | 1. новембар 1860. |

### Деца
| име                       | слика | датум рођења        | датум смрти        | супружник                       |
| ------------------------- | ----- | ------------------- | ------------------ | ------------------------------- |
| Александар II Николајевич |       | 17. април 1818.     | 13. март 1881.     | Марија Александровна            |
| Марија Николајевна        |       | 18. август 1819.    | 21. фебруар 1876.  | Максимилијан од Лојхтенберга    |
| мртворођена ћерка         |       | 22. јул 1820.       | 22. јул 1820.      | умрла одмах по рођењу           |
| Олга Николајевна          |       | 11. септембар 1822. | 30. октобар 1892.  | Карл I од Виртемберга           |
| мртворођена ћерка         |       | 23. октобар 1823.   | 23. октобар 1823.  | умрла одмах по рођењу           |
| Александра Николајевна    |       | 24. јун 1825.       | 10. август 1844.   | Фридрих Вилхелм од Хесен-Касела |
| Јелисавета Николајевна    |       | 7. јун 1826.        | 1829.              | умрла у детињству               |
| Константин Николајевич    |       | 9. септембар 1827.  | 13. јануар 1892.   | Александра Јосифовна            |
| Николај Николајевич       |       | 27. јул 1831.       | 13. април 1891.    | Александра Петровна             |
| Михаил Николајевич        |       | 13. октобар 1832.   | 18. децембар 1909. | Олга Фјодоровна                 |